# Фолксваген Тип 82
Volkswagen Typ 82 (Kübelwagen) е германски автомобил с повишена проходимост с военно предназначение, произвеждан от 1939 г. до 1945 г. и представлява най-масовият автомобил на Германия по време на Втората световна война. Автомобилът е създаден през 1939 г. от Фердинанд Порше за нуждите на Вермахта на базата на автомобил KdF-Wagen (Volkswagen Käfer, „бръмбар“, известен в България като „костенурка“) и се произвежда в същия завод. Каросерията е отворена, автомобилът и е със задно предаване. Произведени са 50 788 бр. военни автомобили в различни версии.

## Техника
- Четирицилиндров, четиритактов, боксерен двигател с обем 985 cm³ и 23,5 PS (17 kW). От март 1943 г. е с обем 1131 cm³ и мощност 25 конски сили (18 kW). Двигателят е с въздушно охлаждане.
- Несинхронизирана четиристепенна предавка, като първа и втора предавки са с прави зъбни колела, а трета и четвърта с наклонени (по-тихи).
- 6-волтова електрическа система с генератор 133 W.
- На всички колела има барабанни спирачки със задействане с въже.
- Максимална скорост 80 km/h.

## Галерия
- 1943 Kübelwagen в сив камуфлаж
- Type 82
- Детайли от интериора
- Страничен изглед
- Реплика на Type 82, построена от Intermeccanica